# Žejane
 Žejane  (isztrorománul Žejân, románul: Jeiăn, olaszul: Seiane) falu Horvátországban, a Tengermellék-Hegyvidék megyében. Közigazgatásilag Matuljihoz tartozik.

## Fekvése
Fiume központjától 24 km-re, községközpontjától 14 km-re északnyugatra a Tengermelléken, az Isztria-félsziget északi határán fekszik.

## Története
A települést isztroromán pásztorok alapították a 15. században. Lakói főként juhtenyésztéssel foglalkoztak, mely itt mára kihalt, de néhány környező településen még ad némi megélhetést. Fennmaradt viszont az ősi isztroromán nyelv a keleti újlatin nyelvek egyik formája. Beszélői önmagukat vlåh-oknak vagy rumân-oknak nevezik, de a horvátok a ćiribirci vagy ćići elnevezést használják a népcsoportra. Az itteni isztrorománok a népcsoport külön nyelvjárását beszélik.
A településnek 1857-ben 505, 1910-ben 596 lakosa volt. 2011-ben 131 lakosa volt.

## Lakosság
| Lakosság változása | Lakosság változása | Lakosság változása | Lakosság változása | Lakosság változása | Lakosság változása | Lakosság változása | Lakosság változása | Lakosság változása | Lakosság változása | Lakosság változása | Lakosság változása | Lakosság változása | Lakosság változása | Lakosság változása | Lakosság változása |
| ------------------ | ------------------ | ------------------ | ------------------ | ------------------ | ------------------ | ------------------ | ------------------ | ------------------ | ------------------ | ------------------ | ------------------ | ------------------ | ------------------ | ------------------ | ------------------ |
| 1857               | 1869               | 1880               | 1890               | 1900               | 1910               | 1921               | 1931               | 1948               | 1953               | 1961               | 1971               | 1981               | 1991               | 2001               | 2011               |
| 505                | 546                | 531                | 565                | 601                | 596                | 547                | 540                | 511                | 494                | 383                | 379                | 250                | 189                | 141                | 131                |

## Nevezetességei
- Szent András apostol tiszteletére szentelt templomát 1990-ben építették.
- A település nevezetes népszokása a busójárás Kastav környékén kialakult formája a zvoncsároknak nevezett kolompos busók járása. Farsang idején a sajátos  jelmezt viselő kolompos busók csoportba verődve járják be a falvakat. Báránybőr felsőrészt, derekukon kolompokat és örökzölddel díszített különös fejfedőket viselnek. Párban, vagy akár harminc főnél is nagyobb csoportokban vonulnak vezetőjük mögött, aki egy kis örökzöld fát visz. Vonulásuk közben hatalmas lármát csapva ritmusosan összeütögetik csípőiket és fel-felugranak a levegőbe.

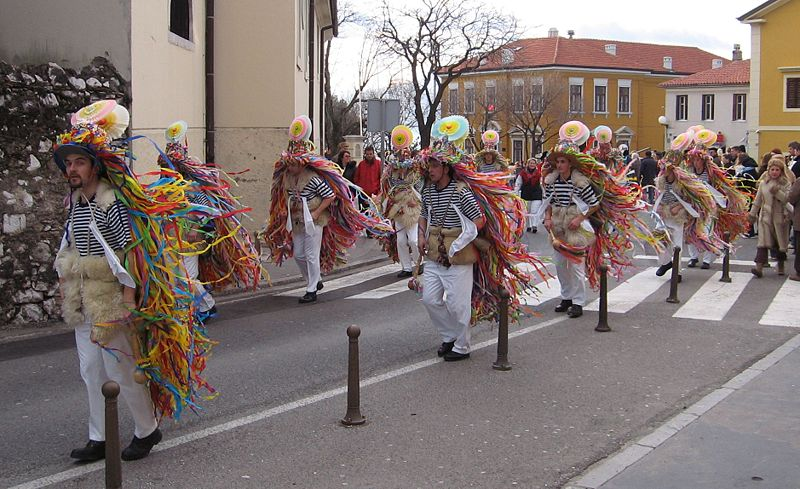
A žejanei zvoncsárok felvonulása 2006-ban a Fiumei karneválon